# .dd
.dd là tên miền cấp cao nhất theo mã quốc gia (ccTLD) cho Cộng hòa Dân chủ Đức (Đông Đức). Nó được chọn dựa trên mã ISO 3166-1 alpha-2 cho Cộng hòa Dân chủ Đức, các chữ cái đến từ tên tiếng Đức của đất nước, Deutsche Demokratische Republik. Theo chính sách của IANA,.dd do đó có sẵn để được chỉ định làm tên miền cấp cao nhất của mã quốc gia (ccTLD) cho Đông Đức. Tuy nhiên, điều này đã không bao giờ được thực hiện và vì vậy.dd không bao giờ được thêm vào máy chủ định danh gốc. Công dụng duy nhất của nó là nội bộ trong một mạng lưới biệt lập giữa các trường đại học ở Jena và Dresden.
Với sự tái thống nhất nước Đức, Đông Đức trở thành một phần của Cộng hòa Liên bang Đức (Tây Đức), đã được gán tên ccTLD.de. Mã ISO 3166-1 "DD" đã bị rút lại vào năm 1990.